# Abram Golcman
Abram Zinowjewicz Golcman (ros. Абра́м Зино́вьевич Го́льцман, ur. 24 grudnia 1894 w Odessie, zm. 5 września 1933 w Moskwie) – radziecki działacz partyjny.

## Życiorys
Od 1910 działał w ruchu rewolucyjnym, 1911 aresztowany i skazany na rok katorgi, w lutym 1913 zwolniony, później ponownie aresztowany i skazany na zesłanie do Kraju Narymskiego, skąd w 1916 zbiegł. Na początku 1917 ponownie aresztowany, w marcu 1917 zwolniony, w kwietniu 1917 wstąpił do SDPRR(b), od 1917 członek KC Związku Metalowców, 1919-1920 przewodniczący jego KC, 1920-1921 członek Prezydium Wszechzwiązkowej Centralnej Rady Związków Zawodowych, 1921 przewodniczący jej Południowego Biura. Od 14 grudnia 1921 do 4 kwietnia 1923 członek KC KP(b)U, członek Prezydium Komisji Wykorzystywania Środków Materialnych przy Radzie Pracy i Obrony RFSRR, 1922-1925 szef Gławelektro Najwyższej Rady Gospodarki Narodowej RFSRR/ZSRR, 1924-1925 członek Prezydium Najwyższej Rady Gospodarki Narodowej ZSRR. Od 31 grudnia 1925 do śmierci członek Centralnej Komisji Kontrolnej WKP(b), 1926-1930 członek Kolegium Ludowego Komisariatu Inspekcji Robotniczo-Chłopskiej ZSRR, od 19 grudnia 1927 do 26 czerwca 1930 zastępca członka, a od 13 lipca 1930 do 4 lutego 1932 członek Prezydium Centralnej Komisji Kontrolnej WKP(b), od 1930 do śmierci szef Wszechzwiązkowego Zjednoczenia Lotnictwa Cywilnego przy Radzie Pracy i Obrony ZSRR. Odznaczony Orderem Lenina (17 sierpnia 1933).